# Gut Kauweiler

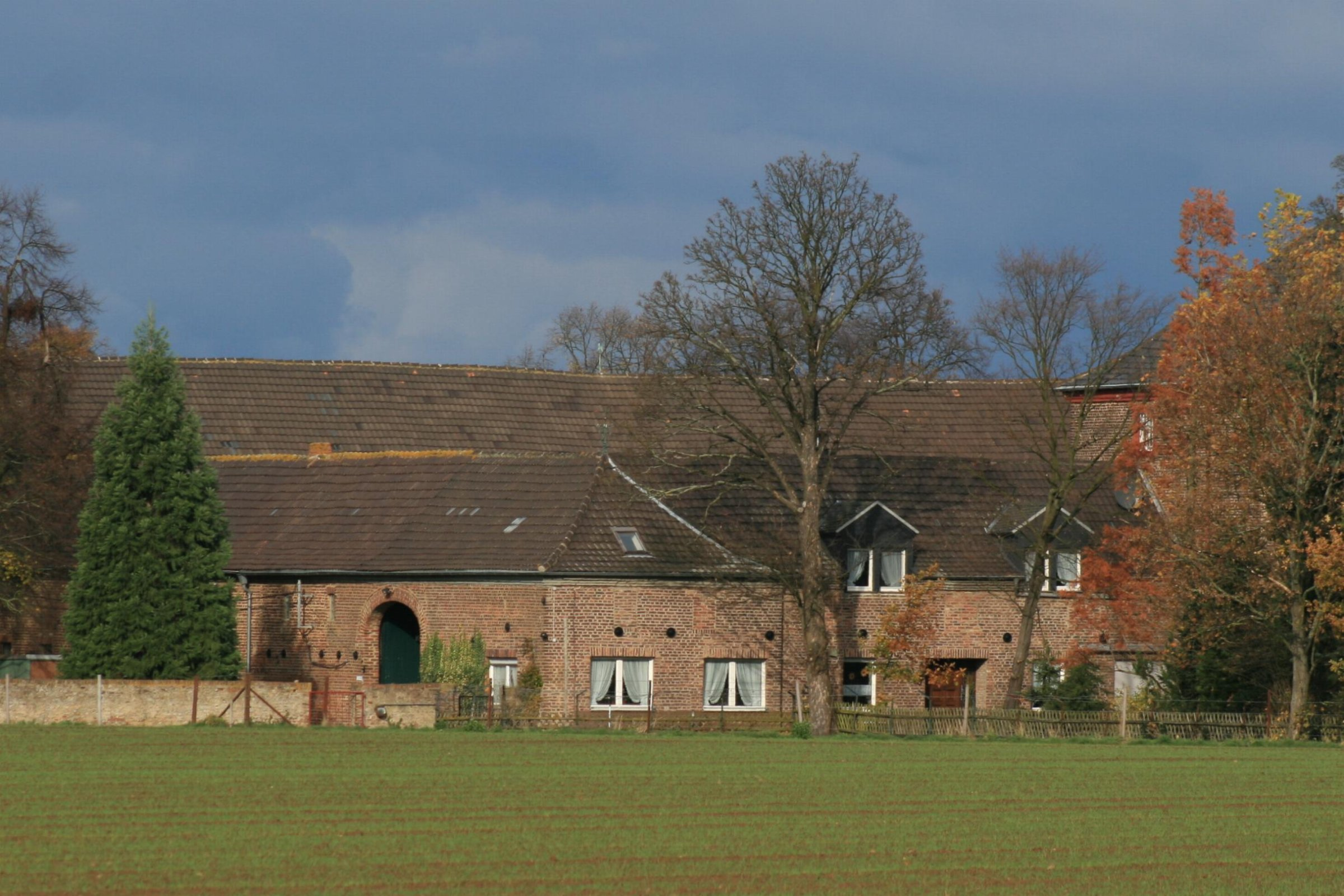
Gut Kauweiler

Das Gut Kauweiler befindet sich bei Eschweiler über Feld, einem Ortsteil der Gemeinde Nörvenich im Kreis Düren, Nordrhein-Westfalen nordöstlich der Ortslage in der Feldgemarkung.
Der Gutshof wurde im Jahre 1893 erbaut. Die große vierflügelige Hofanlage wurde um einen quadratischen Innenhof aus Backsteinen errichtet. Das Wohnhaus ist dreigeschossig zu sieben Achsen. Die drei mittleren Achsen sind risalitartig vorgezogen. Der Hauseingang befindet sich in der Mittelachse und hat eine doppelläufige Freitreppe. Als Hauptfassade wurde die Parkseite gestaltet. Sie ist identisch mit der Hofseite. Der Eingang hat Lorbeergehänge und Gesimse. Darüber befindet sich eine inschriftliche Datierung „Umbau 1893“. Die Türen und Fenster wurden modern verändert. An der Hof- und Parkseite befindet sich jeweils ein Zwerchgiebel mit ovalem Okulus über dem Mittelrisaliten. Die Scheunenanlage und die Fassade der seitlichen Stallungen sind ebenfalls denkmalgeschützt.
Der Hof wird nach wie vor von der Familie Conzen landwirtschaftlich bewirtschaftet.
Der Bauernhof wurde am 23. Februar 1989 in die Denkmalliste der Gemeinde Nörvenich unter Nr. 24 eingetragen.

## Belege
- Denkmalliste der Gemeinde Nörvenich (PDF; 108 kB)

Koordinaten: 50° 48′ 56,9″ N, 6° 35′ 57,8″ O